# Murder in Greenwich
Murder in Greenwich es una película para televisión de 2002 dirigida por Tom McLoughlin. La adaptación fue hecha por Dave Erickson y está basada en el libro de 1998 de Mark Fuhrman con el mismo nombre.
Debutó en USA Network el 15 de noviembre de 2002 y fue lanzada en DCD el 6 de mayo de 2003.

## Trama
Cuenta la historia de Martha Moxley, una chica de 15 años de edad asesinada en Greenwich en la década de 1970 cuyo asesinato permaneció sin resolver durante más de 25 años.

## Elenco
- Christopher Meloni ..... Mark Fuhrman
- Robert Forster ..... Steve Carroll
- Maggie Grace ..... Martha Moxley
- Jon Foster ..... Michael Skakel
- Liddy Holloway ..... Dorothy Moxley